# Tommy Robredo i Garcés
Tommy Robredo Garcés (Hostalric, 1 de maig de 1982) és un jugador català de tennis professional retirat. El 8 de maig del 2006 va entrar per primera vegada en tota la seva carrera entre els 10 millors del món i arribà fins a la cinquena posició del rànquing ATP.
En el seu palmarès hi té dotze títols en categoria individual i cinc títols en dobles. També ha guanyat tres Copes Davis (2004, 2008, 2009) amb l'equip espanyol.

## Biografia
Robredo té el nom de pila Tommy arran de l'òpera rock homònima obra del grup The Who, de la qual els seus pares n'eren uns grans fans. En el seu temps lliure li agrada jugar a golf i navegar pel mar. És aficionat del FC Barcelona.
Robredo fou esponsoritzat per Sergio Tacchini pel seu equipatge durant molts anys però actualment ho fan Erke i ASICS, Dunlop per les raquetes de tennis, TW Steel pels rellotges i també per la companyia Haribo.

## Carrera esportiva

### Inicis
Robredo va començar a jugar a tennis quan tenia cinc anys i la seva família es va traslladar a Olot (Garrotxa), on el seu pare Àngel va esdevenir el director de la secció de tennis del Club Natació Olot. Robredo va ser entrenat pel seu pare fins a l'any 1996, quan va passar a entrenar al Centre d'Alt Rendiment de Sant Cugat del Vallès. Quan era un jugador júnior, va guanyar el Junior Orange Bowl en dues ocasions, el 1998 i el 2000.
Esdevingué professional l'any 1998 entrenat per José Manuel "Pepo" Clavet, que va entrenar jugadors com Àlex Corretja, Fernando Verdasco i el seu germà Francisco Clavet.

### Primers títols (2000−2005)

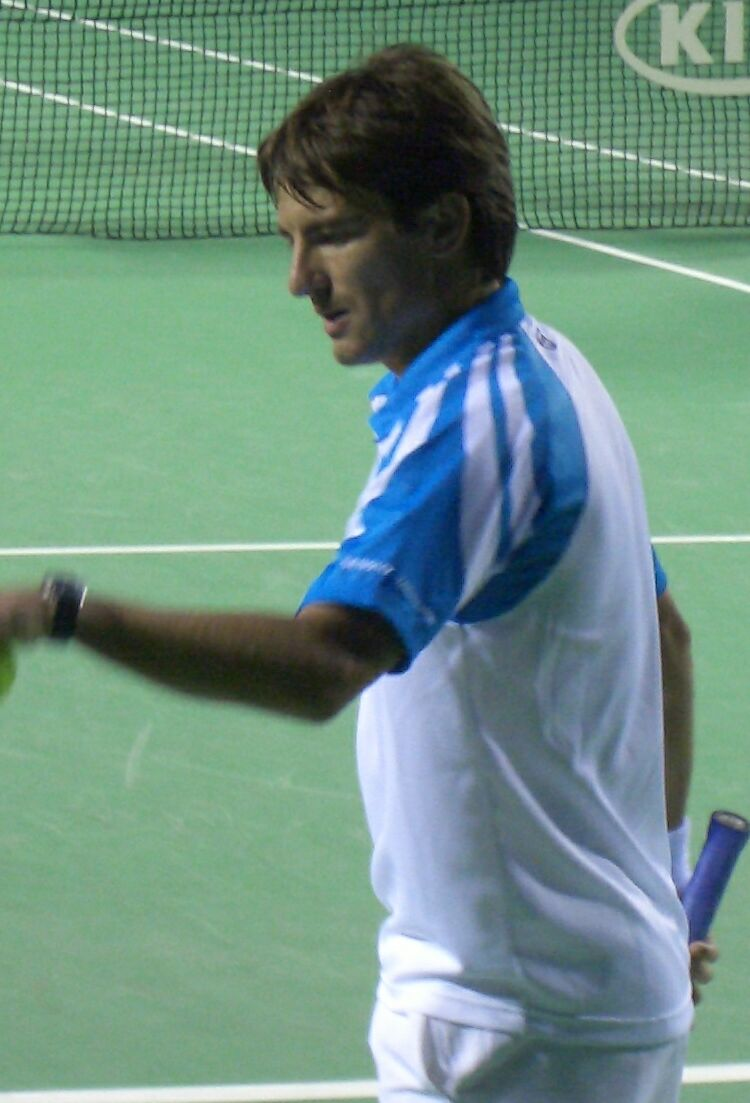
Robredo a l'Open d'Austràlia (2006)

L'any 2000 arribà a les finals individual i dobles del Roland Garros en categoria júnior, però fou superat per Paul-Henri Mathieu i va guanyar la final de dobles junt a Marc López. També es va imposar en la final de dobles a l'Open d'Austràlia junt a Nicolas Mahut. El 2001 va disputar la seva primera final del circuit ATP a Casablanca i posteriorment va guanyar el primer títol de Sopot superant al també català Albert Portas. Arribà a quarta ronda en dos Grand Slams, superat per Ievgueni Kàfelnikov al Roland Garros i Andy Roddick al US Open. Al final de temporada era el segon tennista més jove entre els 30 millors del rànquing, precisament darrere de Roddick.
A principis de la temporada 2002 va formar parella amb Arantxa Sánchez Vicario per disputar la Copa Hopman i arribaren fins a la final, on foren derrotats per la parella nord-americana Monica Seles i Jan-Michael Gambill. No va arribar a quarta ronda de l'Open d'Austràlia però si va disputar els primers quarts de final d'un torneig Màsters a Roma, i posteriorment una semifinal Màsters a Hamburg. Va arribar a les semifinals del torneigs de 's-Hertogenbosch, Bastad i Estocolm. Aquesta progressió li va permetre entrar a l'equip espanyol de Copa Davis per primera vegada contra els Estats Units. La temporada 2003 va aconseguir accedir a quarts de final del Roland Garros després d'eliminar el número 1 del rànquing Lleyton Hewitt i el tres vegades campió d'aquest torneig Gustavo Kuerten, però el va derrotar el català i defensor del títol Albert Costa. Malgrat no aconseguir bons resultats en torneigs Masters, gràcies a altres actuacions en torneigs menors com ser finalista a Stuttgart va aconseguir entrar al Top 20 del rànquing individual. L'any 2004 no va realitzar cap actuació destacada a excepció de ser semifinalista a Cincinnati fins a caure davant Hewitt. Prèviament però va aconseguir el segon títol de la seva carrera al Comte de Godó en un partit maratonià contra Gastón Gaudio amb més de cinc hores de durada. En categoria de dobles va arribar a semifinals del US Open amb Rafael Nadal com a parella. A final de temporada disputà la final de la Copa Davis amb l'equip espanyol, el qual s'imposà als Estats Units, però Robredo va perdre el seu únic partit individual i el partit de dobles que va disputar amb Juan Carlos Ferrero. El 2005 només fou finalista a Estoril en caure davant Gaudio, on també disputà la final de dobles amb Juan Ignacio Chela, però també foren derrotats. Aconseguí arribar a quarts de final del Roland Garros.

### Top 10 (2006−2007)
La temporada 2006 fou la millor fins al moment, ja que va entrar al Top 10 del rànquing individual. Després de millorar el seu resultat a l'Open d'Austràlia arribant a quarta ronda, en la fase sobre terra batuda de la temporada va aconseguir molt bons resultats. En primer lloc fou finalista al Comte de Godó, on va caure davant Nadal. Poques setmanes després va aconseguir el seu títol més important de la seva carrera amb el Masters d'Hamburg derrotant a Radek Štepánek. A l'estiu va aconseguir el segon títol de l'any amb la victòria a Bastad davant Nikolai Davidenko. Després de ser semifinalista en dos Màsters més, Robredo aconseguí el seu millor rànquing individual escalant fins a la cinquena posició. Amb aquests resultats es classificà per primera vegada per disputar el Tennis Masters Cup, però només aconseguí una victòria sobre James Blake i no pogué avançar a semifinals. Finalment acabà la temporada en la setena posició del rànquing.
La temporada 2007 començà amb la final a Auckland, la seva primera final que no era sobre terra batuda, però fou superat per David Ferrer. En l'Open d'Austràlia millorà el seu resultat arribant a quarts de final, on coincidí amb el número 1 Roger Federer. En el Roland Garros novament arribà a quarts de final però també coincidí amb Federer que el va derrotar però li pogué guanyar un set, tenint en compte que Federer portava 36 sets guanyats consecutivament en torneigs Grand Slam. El primer títol de l'any l'aconseguí derrotant a José Acasuso a Sopot, que ja havia guanyat sis anys abans. En la part final de la temporada disputà dues finals més i ambdues sobre superfície dura. En primer lloc fou finalista a Pequín on fou superat per Fernando González, i després fou vencedor a Metz davant Andy Murray, el seu únic títol sobre pista dura. Va acabar l'any en desena posició del rànquing individual però només aconseguí classificar-se per la Tennis Masters Cup com a suplent.

### Top 30 (2008−2010)

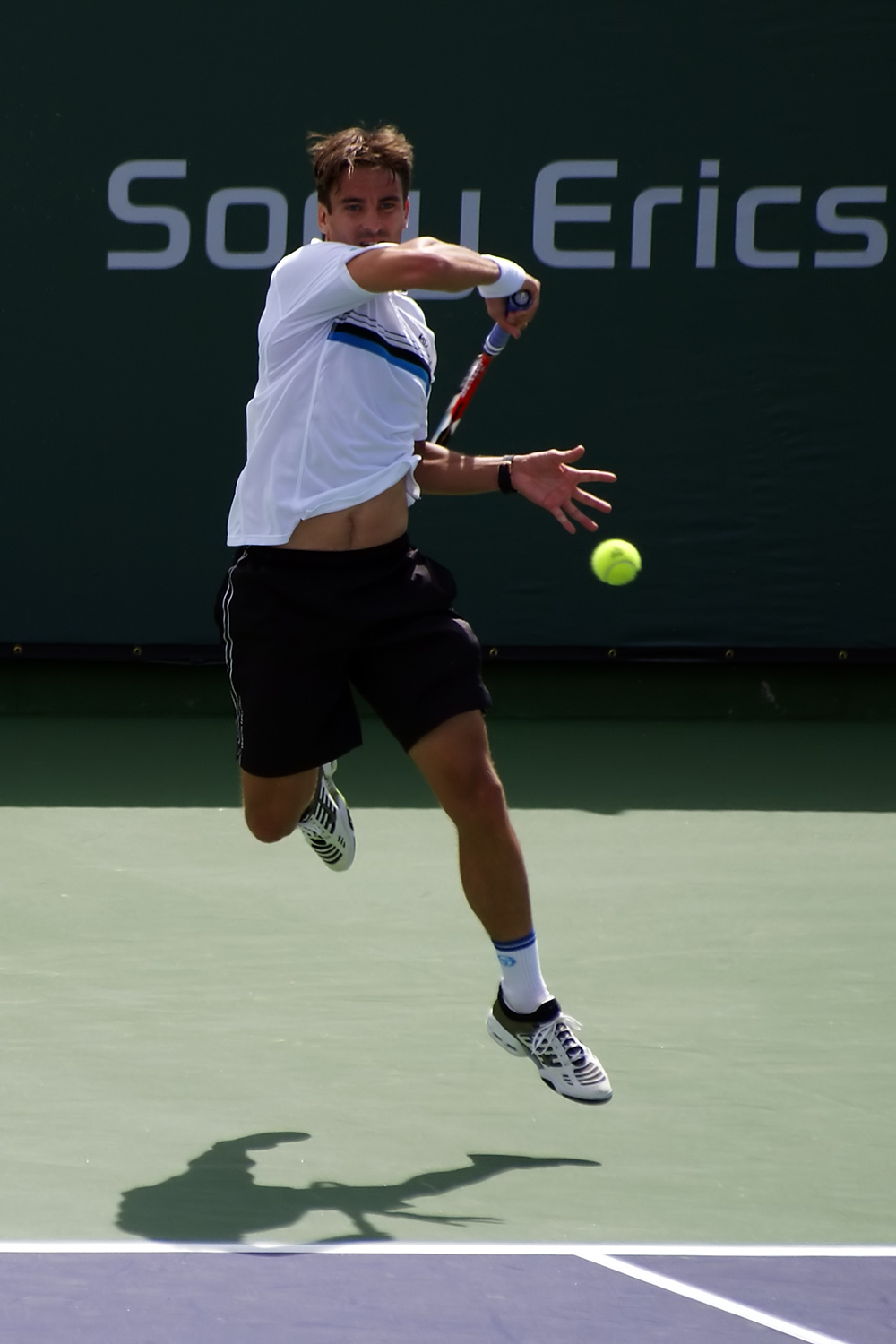
Robredo a Indian Wells (2008)

Robredo no va poder mantenir el nivell obtingut en els darrers anys i no aconseguí gaires èxits durant el 2008. En els Grand Slams no pogué classificar-se per disputar cap quarts de final. El primer títol de l'any va arribar en el Masters de Montecarlo però en dobles junt a Nadal, posteriorment també arribà a semifinals d'Hamburg amb Leander Paes. En categoria individual disputà la primera final a Varsòvia però no pogué superar a Davidenko. Un mes després aconseguí l'únic títol de l'any recuperant el títol a Bastad derrotant a Tomáš Berdych en la final. Disputà el US Open amb Sergio Roitman i esdevingueren la parella sorpresa en arribar a semifinals. Acabà l'any en la 21a posició del rànquing individual.
La temporada 2009 va començar arribant a quarta ronda de l'Open d'Austràlia fins a perdre davant Andy Roddick. Seguidament disputà la gira sud-americana sobre terra batuda on aconseguí els dos únics títols de l'any. Primer s'imposà a Costa do Sauípe contra el local Thomaz Bellucci, i la setmana següent s'imposà a Buenos Aires també amb el local Juan Mónaco. Cal destacar que al Brasil aconseguí el doblet amb la victòria en dobles junt a Marcel Granollers, que esdevingué la seva parella fixa durant les següents temporades. En els torneig sobre terra batuda celebrats a Europa no aconseguí tan bons resultats i només arribà a quarts de final del Comte de Godó. En el Roland Garros arribà novament a quarts de final però el va derrotar Juan Martín del Potro, en dobles també arribà a quarts de final. A Bastad, on era el principal cap de sèrie, arribà a semifinals fins a caure davant Mónaco. Durant l'estiu, el seu rendiment fou molt decebedor amb només una victòria en cinc torneigs, però en el US Open recuperar el seu nivell arribant a quarta ronda però Federer el va derrotar. En categoria individual no va aconseguir cap resultat més destacable però en canvi, amb Granollers disputaren dues finals importants, primer a València i després al Masters de París on van caure davant els primers caps de sèrie. Acabà l'any en la 16a posició del rànquing individual i 20a en dobles.
El primer torneig que disputà el 2010 fou la Copa Hopman junt a María José Martínez Sánchez, on va guanyar tots els partits individuals i destacant la seva victòria sobre Murray en la final, finalment també es van imposar en el torneig gràcies a la victòria en el doble mixt. Malgrat aquest inici esperançador, aquest títol no tingué continuïtat i fou sorprès en primera ronda de l'Open d'Austràlia, i posteriorment també caigué en les rondes inicials de diversos torneigs, de manera que sortir del Top 20 del rànquing. Aconseguí un bon resultat a Indian Wells arribant a quarts de final. A diferència de temporades anteriors, en aquesta ocasió no tingué gaire sort en els torneigs sobre terra batuda. Va arribar a tercera ronda de Montecarlo però es lesionà en el primer partit del Comte de Godó i arribà molt just pel Roland Garros, on també va perdre a primera ronda. Després de ser sorprès també a primera ronda de Wimbledon, aconseguí l'única actuació destacada de l'any sent semifinalista a Bastad. A l'estiu, el seu rendiment continuà igualment mediocre i no obtingué cap resultat destacable. Després de no avançar a segona ronda en cap dels tres Grand Slams disputats, en el US Open va avançar fins a la quarta ronda superat per Mikhaïl Iujni. A partir d'aquí tampoc millorà substancialment el seu rendiment en la resta de temporada. Acabà l'any amb uns números paupèrrims, només 20 victòries i ni tan sols arribà al 50%, ja que va patir 23 derrotes. L'únic èxit de la temporada fou la Copa Hopman disputada la primera setmana de l'any i acabà en la posició 50 del rànquing, un lloc tan endarrerit que no ocupava des del 2000.

### Lesió i retorn (2011−present)

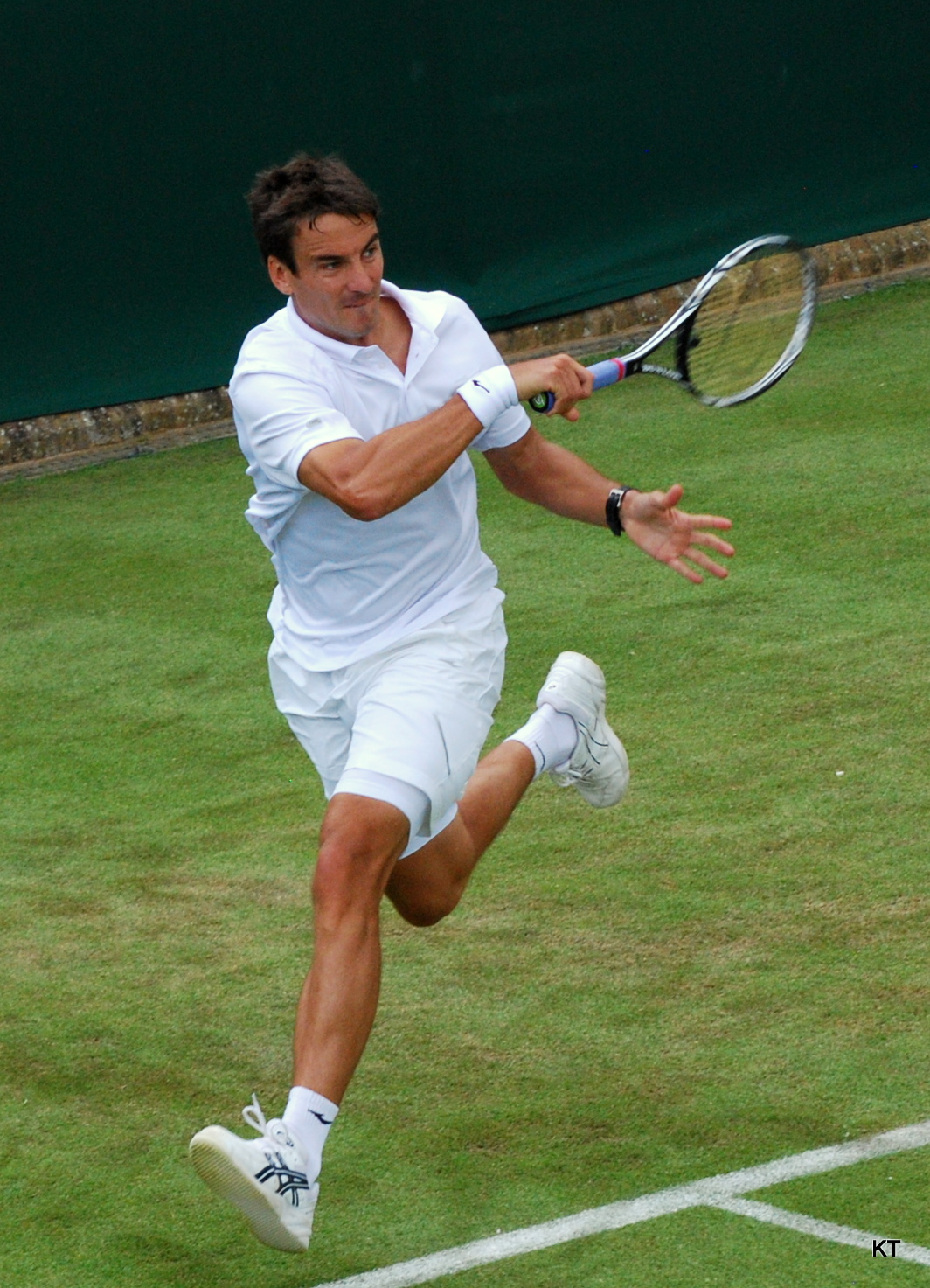
Robredo a Wimbledon (2011)

Novament va iniciar una nova temporada amb molt bon estat de forma aconseguint un títol de dobles junt a Granollers a Auckland. A l'Open d'Austràlia va avançar fins a la quarta ronda on va coincidir amb Federer que el va superar en quatre sets. En la gira sud-americana sobre terra batuda va aconseguir l'únic títol de l'any en categoria individual, concretament a Santiago derrotant a Santiago Giraldo. A Buenos Aires va arribar fins a les semifinals on va caure davant Nicolás Almagro que en fou el guanyador final. A Indian Wells va disputar els quarts de final però s'hagué de retirar a causa d'una lesió a l'abductor. Retornà al circuit a Montecarlo però s'hagué de retirar novament per lesió a tercera ronda. No es recuperà a temps per participar en el Roland Garros i a Wimbledon fou sorprès en primera ronda. Posteriorment participà a Umag però es va retirar a segona ronda. Malgrat tornar a disputar algun torneig, els dolors de la tendinitis als isquiotibials eren constants i, per tal d'evitar que fos crònica, va decidir realitzar una intervenció quirúrgica a la tardor.
Convalescent encara de l'operació quirúrgica, durant el primer terç de l'any 2012 no va participar en cap torneig. La recuperació es va allargar més temps de lo esperat, i fins al juny no va trepitjar cap pista de tennis. A causa d'haver perdut la majoria de punts ja no tenia prou rànquing per participar en torneigs importants sense fer ús del rànquing protegit, però va decidir començar per torneigs menors i llavors utilitzar els avantatges del rànquing protegit posteriorment. Al juny va disputar dos torneigs del circuit Challenger, Caltanissetta i Milà, i es va imposar en ambdós amb força claredat. Va retornar al circuit professional a Bastad, que ja havia guanyat anteriorment, i va arribar fins a quarts de final en coincidir contra Ferrer, el principal cap de sèrie. Va disputar altres torneigs Challenger per tal de poder entrar en els pocs torneigs importants que quedaven fins a final d'any. Va disputar el US Open, el torneig de Tòquio i el Masters de Xangai, però en tots no va poder avançar més enllà de segona ronda derrotat per Leonardo Mayer, Kei Nishikori i Tommy Haas respectivament. Acabà la temporada amb només 12 partits disputats en el circuit ATP, dels quals només cinc foren victòries, i en la 114a posició del rànquing individual.
Va començar la temporada 2013 disputant el torneig de Brisbane arribant a segona en caure davant Nishikori, però en dobles aconseguí el títol junt a Marcelo Melo, amb el qual disputaven tot just el primer torneig com a parella. Va disputar el torneig de Sydney amb la intenció d'aconseguir els punts suficients per poder disputar l'Open d'Austràlia, ja que encara no estava dins el Top 100 del rànquing mundial. Malauradament fou sorprès pel tennista local semidesconegut John Millman, en part perquè no es va adaptar a la intensa calor que va superar els 40 graus. Seguidament va disputar la gira sud-americana sobre terra batuda a Viña del Mar, Sao Paulo, Buenos Aires i Acapulco amb la intenció de sumar punts sobre la seva superfície preferida i recuperar el seu rànquing anterior, però només a Buenos Aires va aconseguir un resultat destacat disputant les semifinals i caient davant Ferrer. Tanmateix, amb aquests punts va entrar el Top 100. La segona alegria de l'any va arribar al torneig menor de Casablanca, on havia disputat la seva primera final ATP sense victòria, però en aquesta si que es va poder imposar a Kevin Anderson. Aquesta victòria li va permetre escalar 29 llocs de cop i posicionar-se entre els 50 millors, però massa tard per entrar al Masters de Montecarlo. Després dels quarts de final del Comte de Godó va realitzar una bona actuació al Roland Garros arribant també a quarts de final, probablement víctima del cansament. En els tres partits anteriors va passar ronda després de remuntar dos sets en contra, fita que no s'aconseguia en un Grand Slam des de Henri Cochet l'any 1927. A continuació va arribar a tercera ronda de Wimbledon, ja que es va enfrontar al campió final del torneig Andy Murray. Abans d'iniciar la gira americana va disputar tres torneigs més sobre terra batuda, els dos primers caient en primera ronda però en el tercer, a Umag, on va guanyar el segon títol de l'any. A l'estiu va aconseguir algunes victòries contra rivals importants però no va obtenir bons resultats en general. En el US Open va arribar novament a quarta ronda i allà va aconseguir una gran victòria contra Roger Federer, va superar el suís per primera vegada després de 10 derrotes, i també es va classificar pels quarts de final d'aquest torneig per primera en la seva carrera. També era la primera derrota de Federer abans d'uns quarts de final de Grand Slam sobre pista dura des del 2003. Als quarts de final fou derrotat per Nadal, també campió final del torneig. En la gira asiàtica de la tardor no va aconseguir bons resultats, ja que es va lesionar al canell i va decidir posar punt final a la temporada, acabant en la 18a posició del rànquing.
La temporada 2014 va començar amb la quarta ronda a l'Open d'Austràlia on fou derrotat per Stanislas Wawrinka, sorprenent guanyador final del Grand Slam. A continuació va disputar tres torneigs sobre terra batuda a Amèrica del Sud destacant les semifinals a Buenos Aires. Posteriorment va disputar els Masters de Miami i Montecarlo amb derrotes a quarta i tercera ronda respectivament. En el Roland Garros va caure a tercera ronda davant John Isner i a Wimbledon en quarta contra Roger Federer. La primera final de l'any la va disputar a l'estiu a Umag, però el va superar Pablo Cuevas. A Toronto va arribar a tercera ronda, mentre que a Cincinnati va caure a quarts de final, però després d'haver aconseguit una gran victòria davant Novak Đoković, número 1 del rànquing mundial. Al US Open també va arribar a quarta ronda, novament derrotat per Wawrinka. A la tardor va disputar dues finals més, la primera edició de Shenzhen i llavors a València. Ambdues finals foren dos partits maratonians que el van enfrontar a Andy Murray, i en els quals va arribar a disposar de cinc punts de partit a favor, però l'escocès el va superar en ambdós partits. Malgrat no aconseguir cap títol, les tres finals disputades més els resultats dignes en els quatre Grand Slams li van permetre acabar la temporada dins el Top 20.

## Palmarès: 17 (12−5)

### Individual: 23 (12−11)
| Llegenda (pre/post 2009)                                 |
| -------------------------------------------------------- |
| Grand Slams (0−0)                                        |
| Tennis Masters Cup / ATP Finals (0−0)                    |
| ATP Masters Series / ATP World Tour Masters 1000 (1−0)   |
| ATP International Series Gold / ATP World Tour 500 (1−3) |
| ATP International Series / ATP World Tour 250 (10−8)     |

| Títols per superfície |
| --------------------- |
| Dura (1−4)            |
| Gespa (0−0)           |
| Terra batuda (11−7)   |

| Resultat  | Núm. | Data                   | Torneig                 | Superfície   | Oponent en la final | Marcador                |
| --------- | ---- | ---------------------- | ----------------------- | ------------ | ------------------- | ----------------------- |
| Finalista | 1.   | 15 d'abril de 2001     | Casablanca, Marroc      | Terra batuda | Guillermo Cañas     | 5−7, 2−6                |
| Guanyador | 1.   | 23 de juliol de 2001   | Sopot, Polònia          | Terra batuda | Albert Portas       | 1−6, 7−5, 7−6(2)        |
| Finalista | 2.   | 20 de juliol de 2003   | Stuttgart, Alemanya     | Terra batuda | Guillermo Coria     | 2−6, 2−6, 1−6           |
| Guanyador | 2.   | 26 d'abril de 2004     | Barcelona, Espanya      | Terra batuda | Gastón Gaudio       | 6−3, 4−6, 6−2, 3−6, 6−3 |
| Finalista | 3.   | 1 de maig de 2005      | Estoril, Portugal       | Terra batuda | Gastón Gaudio       | 1−6, 6−2, 1−6           |
| Finalista | 4.   | 30 d'abril de 2006     | Barcelona               | Terra batuda | Rafael Nadal        | 4−6, 4−6, 0−6           |
| Guanyador | 3.   | 15 de maig de 2006     | Hamburg, Alemanya       | Terra batuda | Radek Štepánek      | 6−1, 6−3, 6−3           |
| Guanyador | 4.   | 16 de juliol de 2006   | Bastad, Suècia          | Terra batuda | Nikolai Davidenko   | 6−2, 6−1                |
| Finalista | 5.   | 14 de gener de 2007    | Auckland, Nova Zelanda  | Dura         | David Ferrer        | 4−6, 2−6                |
| Guanyador | 5.   | 5 d'agost de 2007      | Sopot (2)               | Terra batuda | José Acasuso        | 7−5, 6−0                |
| Finalista | 6.   | 16 de setembre de 2007 | Pequín, Xina            | Dura         | Fernando González   | 1−6, 6−3, 1−6           |
| Guanyador | 6.   | 7 d'octubre de 2007    | Metz, França            | Dura         | Andy Murray         | 0−6, 6−2, 6−3           |
| Finalista | 7.   | 15 de juny de 2008     | Varsòvia, Polònia       | Terra batuda | Nikolai Davidenko   | 3−6, 3−6                |
| Guanyador | 7.   | 13 de juliol de 2008   | Bastad (2)              | Terra batuda | Tomas Berdych       | 6−4, 6−1                |
| Guanyador | 8.   | 14 de febrer de 2009   | Costa do Sauipe, Brasil | Terra batuda | Thomaz Bellucci     | 6−3, 3−6, 6−4           |
| Guanyador | 9.   | 22 de febrer de 2009   | Buenos Aires, Argentina | Terra batuda | Juan Monaco         | 7−5, 2−6, 7−6(5)        |
| Guanyador | 10.  | 7 de febrer de 2011    | Santiago, Xile          | Terra batuda | Santiago Giraldo    | 6−2, 2−6, 7−6(5)        |
| Guanyador | 11.  | 14 d'abril de 2013     | Casablanca              | Terra batuda | Kevin Anderson      | 7−6(6), 4−6, 6−3        |
| Guanyador | 12.  | 28 de juliol de 2013   | Umag, Croàcia           | Terra batuda | Fabio Fognini       | 6−0, 6−3                |
| Finalista | 8.   | 27 de juliol de 2014   | Umag                    | Terra batuda | Pablo Cuevas        | 3−6, 4−6                |
| Finalista | 9.   | 28 de setembre de 2014 | Shenzhen, Xina          | Dura         | Andy Murray         | 7−5, 6−7(9), 1−6        |
| Finalista | 10.  | 26 d'octubre de 2014   | València, Espanya       | Dura (i)     | Andy Murray         | 6−3, 6−7(7), 6−7(8)     |
| Finalista | 11.  | 26 de juliol de 2015   | Bastad                  | Terra batuda | Benoît Paire        | 7−6(7), 6−3             |

### Dobles: 11 (5−6)
| Llegenda (pre/post 2009)                                 |
| -------------------------------------------------------- |
| Grand Slams (0−0)                                        |
| Tennis Masters Cup / ATP Finals (0−0)                    |
| ATP Masters Series / ATP World Tour Masters 1000 (1−1)   |
| ATP International Series Gold / ATP World Tour 500 (0−3) |
| ATP International Series / ATP World Tour 250 (4−2)      |

| Títols per superfície |
| --------------------- |
| Dura (3−2)            |
| Gespa (0−0)           |
| Terra batuda (2−4)    |

| Resultat  | Núm. | Data                   | Torneig                 | Superfície   | Parella            | Oponents en la final             | Marcador         |
| --------- | ---- | ---------------------- | ----------------------- | ------------ | ------------------ | -------------------------------- | ---------------- |
| Finalista | 1.   | 29 d'abril del 2001    | Barcelona, Espanya      | Terra batuda | Fernando Vicente   | Donald Johnson Jared Palmer      | 6−7(2), 4−6      |
| Guanyador | 1.   | 5 de gener de 2004     | Chennai, Índia          | Dura         | Rafael Nadal       | Jonathan Erlich Andy Ram         | 7−6(3), 4−6, 6−3 |
| Finalista | 2.   | 1 de maig de 2005      | Estoril, Portugal       | Terra batuda | Juan Ignacio Chela | František Cermák Leoš Friedl     | 3−6, 4−6         |
| Finalista | 3.   | 24 de juliol de 2005   | Stuttgart, Alemanya     | Terra batuda | Mariano Hood       | José Acasuso Sebastián Prieto    | 6−7(4), 3−6      |
| Guanyador | 2.   | 27 d'abril de 2008     | Montecarlo, Mònaco      | Terra batuda | Rafael Nadal       | Mahesh Bhupathi Mark Knowles     | 6−3, 6−3         |
| Guanyador | 3.   | 14 de febrer de 2009   | Costa do Sauipe, Brasil | Terra batuda | Marcel Granollers  | Lucas Arnold Ker Juan Mónaco     | 6−4, 7−5         |
| Finalista | 4.   | 8 de novembre de 2009  | València, Espanya       | Dura         | Marcel Granollers  | František Cermák Michal Mertinák | 4−6, 3−6         |
| Finalista | 5.   | 15 de novembre de 2009 | París, França           | Dura         | Marcel Granollers  | Daniel Nestor Nenad Zimonjic     | 3−6, 4−6         |
| Guanyador | 4.   | 15 de gener de 2011    | Auckland, Nova Zelanda  | Dura         | Marcel Granollers  | Johan Brunström Stephen Huss     | 6−4, 7−6(6)      |
| Guanyador | 5.   | 6 de gener de 2013     | Brisbane, Austràlia     | Dura         | Marcelo Melo       | Eric Butorac Paul Hanley         | 4−6, 6−1, [10−5] |
| Finalista | 6.   | 7 de maig de 2017      | Estoril                 | Terra batuda | David Marrero      | Ryan Harrison Michael Venus      | 5−7, 2−6         |

### Equips: 4 (3−1)
| Resultat  | Núm. | Data                    | Torneig                       | Superfície       | Equip                                        | Oponents                                     | Resultat         |
| --------- | ---- | ----------------------- | ----------------------------- | ---------------- | -------------------------------------------- | -------------------------------------------- | ---------------- |
| Guanyador | 1.   | 2002                    | Copa Hopman, Perth, Austràlia | Dura             | Arantxa Sánchez Vicario                      | Monica Seles Jan-Michael Gambill             | 2–1 en el global |
| Guanyador | 2.   | 3−5 de desembre de 2004 | Copa Davis, Sevilla, Espanya  | Terra batuda (i) | Juan Carlos Ferrero Carles Moyà Rafael Nadal | Andy Roddick Mardy Fish Bob Bryan Mike Bryan | 3–2 en el global |
| Finalista | 1.   | 5 de gener de 2007      | Copa Hopman, Perth, Austràlia | Dura             | Anabel Medina Garrigues                      | Nàdia Petrova Dmitri Tursúnov                | 0–2 en el global |
| Guanyador | 3.   | 9 de gener 2010         | Copa Hopman, Perth, Austràlia | Dura             | María José Martínez Sánchez                  | Laura Robson Andy Murray                     | 2–1 en el global |

## Trajectòria

### Individual
| Open d'Austràlia | 1R          | 2R          | 1R          | 1R    | 3R          | 4R          | QF          | 2R    | 4R          | 1R          | 4R          | A   | 1R          | 4R          | 1R          | 2R | A           | A           | Q1          | 0 / 15  | 21–15   |
| Roland Garros | 4R          | 3R          | QF          | 4R    | QF          | 4R          | QF          | 3R    | QF          | 1R          | A           | A   | QF          | 3R          | 2R          | A  | 2R          | Q           |             | 0 / 14  | 37–14   |
| Wimbledon | 2R          | 1R          | 3R          | 2R    | 1R          | 2R          | 2R          | 2R    | 3R          | 1R          | 1R          | A   | 3R          | 4R          | 1R          | A  | A           | A           |             | 0 / 14  | 14–14   |
| US Open | 4R          | 3R          | 1R          | 4R    | 4R          | 4R          | 3R          | 4R    | 4R          | 4R          | A           | 2R  | QF          | 4R          | 3R          | A  | A           | 1R          | Q2          | 0 / 15  | 35–15   |
| Jocs Olímpics | No celebrat | No celebrat | No celebrat | 3R    | No celebrat | No celebrat | No celebrat | 1R    | No celebrat | No celebrat | No celebrat | A   | No celebrat | No celebrat | No celebrat | A  | No celebrat | No celebrat | No celebrat | 0 / 2   | 2–2     |
| ATP World Tour Finals | A           | A           | A           | A     | A           | RR          | A           | A     | A           | A           | A           | A   | A           | A           | A           | A  | A           | A           |             | 0 / 1   | 1–2     |
| Victòries − Derrotes | 37−20       | 32−26       | 38−26       | 43−25 | 44−24       | 49−49       | 49−26       | 37−23 | 46−25       | 20−23       | 20−12       | 5−7 | 36−20       | 43−26       |             |    |             |             |             | 533–356 | 533–356 |
| Rànquing a final d'any | 30          | 30          | 21          | 13    | 19          | 7           | 10          | 21    | 16          | 50          | 51          | 114 | 18          | 17          |             |    |             |             |             |         |         |
| Llegenda: G: Guanyador; F: Finalista; SF: Semifinalista; QF: Quarts de final; Q: Qualificació; A: Absent; RR: Round Robin; |             |             |             |       |             |             |             |       |             |             |             |     |             |             |             |    |             |             |             |         |         |

### Dobles
| Torneig | 2002 | 2003 | 2004 | 2005        | 2006        | 2007        | 2008 | 2009        | 2010        | 2011        | 2012 | 2013        | 2014        | 2015        | 2016 | 2017 | Títols | V − D   |
| --- | ---- | ---- | ---- | ----------- | ----------- | ----------- | ---- | ----------- | ----------- | ----------- | ---- | ----------- | ----------- | ----------- | ---- | ---- | ------ | ------- |
| Open d'Austràlia | 1R   | QF   | 3R   | A           | A           | A           | A    | 3R          | 2R          | 3R          | A    | A           | A           | A           | A    | A    | 0 / 6  | 10 – 6  |
| Roland Garros | A    | 1R   | A    | A           | A           | A           | A    | QF          | 1R          | A           | A    | 1R          | A           | A           | A    | 3R   | 0 / 5  | 5 – 5   |
| Wimbledon | 1R   | 1R   | 1R   | 1R          | 1R          | 1R          | A    | A           | QF          | 3R          | A    | A           | A           | A           | A    | A    | 0 / 8  | 5 – 8   |
| US Open | A    | 1R   | SF   | A           | A           | A           | SF   | 2R          | SF          | A           | A    | 2R          | A           | A           | A    | A    | 0 / 5  | 14 – 6  |
| Jocs Olímpics | NC   | NC   | 1R   | No celebrat | No celebrat | No celebrat | 2R   | No celebrat | No celebrat | No celebrat | A    | No celebrat | No celebrat | No celebrat | A    | NC   | 0 / 2  | 1 – 2   |
| Rànquing a final d'any | 152  | 63   | 34   | 79          | 243         | −           | 33   | 20          | 34          | 89          | 544  | 183         |             |             |      |      |        | 35 – 27 |
| Llegenda: G: Guanyador; F: Finalista; SF: Semifinalista; QF: Quarts de final; Q: Qualificació; A: Absent; RR: Round Robin; |      |      |      |             |             |             |      |             |             |             |      |             |             |             |      |      |        |         |